# 瓊斯維爾 (北卡羅萊納州)
瓊斯維爾（英語：Jonesville）是一個位於美國北卡羅萊納州亞德金縣的城鎮。

## 人口
根據2020年美國人口普查的數據，瓊斯維爾的面積為7.51平方千米，當中陸地面積為7.47平方千米，而水域面積為0.04平方千米。當地共有人口2308人，而人口密度為每平方千米307人。